# Pamperos

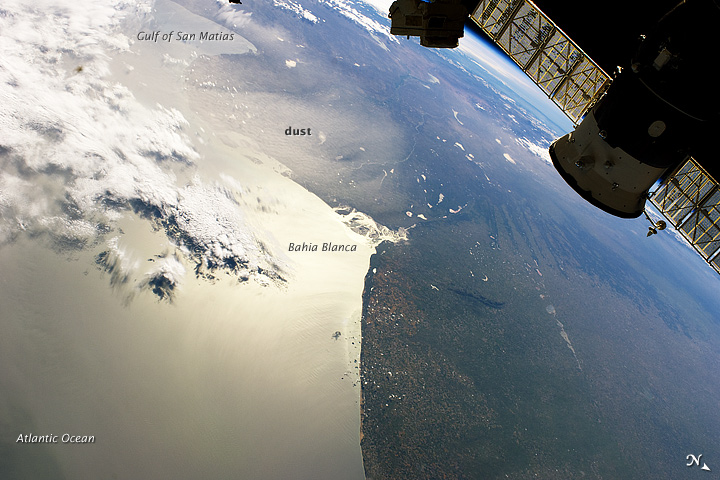
Bouře Pamperos v zálivu Bahía Blanca fotografovaná z mezinárodní kosmické stanice (ISS)

Pamperos jsou studené bouře. Vyskytují se v subtropické oblasti Jižní Ameriky na laplatských pampách - v severovýchodní Argentině, v Uruguayi a v jižním cípu Brazílie. Přináší je jižní vítr z Patagonie. Způsobují prudké ochlazení, někdy se sněhem.